# Ludwigsgymnasium (Saarbrücken)
Das Ludwigsgymnasium Saarbrücken ist das älteste Gymnasium im Saarland.

## Geschichte
Das Stift Sankt Arnual unterhielt bereits im Jahr 1223 eine Stiftsschule. Nach der Auflösung des Stiftes 1569 und der Einführung der Reformation 1575 bildete Philipp III. von Nassau-Saarbrücken daraus im 16. Jahrhundert eine Lateinschule. Im Jahr 1604 gründete Graf Ludwig II. von Nassau-Saarbrücken schließlich als Bildungszentrum für Nassau-Saarbrücken ein Gymnasium, welches durch die Einkünfte des Stifts St. Arnual finanziert wurde. Erster Rektor war Wilhelm Ursinus. Entsprechend der kirchlichen Tradition des Gymnasiums und seiner hauptsächlichen Bestimmung während der Barockzeit, den Pfarrer- und Beamtennachwuchs des Landes auf das Theologie- oder Jurastudium vorzubereiten, waren die Lehrer und Rektoren des Gymnasiums zugleich evangelische Pfarrer.
Die Geschichte der Schule verlief, parallel zum Auf und Ab der Geschichte der Region, sehr wechselhaft. Mitte des 18. Jahrhunderts erlebte die Schule unter ihrem Förderer Fürst Wilhelm Heinrich eine große Blüte. Der Dreißigjährige Krieg und die Französische Revolution hingegen brachten existenzbedrohende Krisen mit sich.
Bis zum Ende des 19. Jahrhunderts war das Ludwigsgymnasium das einzige Saarbrücker Gymnasium.
Nach dem Zweiten Weltkrieg nahm die Schule in den 1960er Jahren einen starken Aufschwung. Sie galt als führendes Gymnasium im Saarland, und die dort vermittelte humanistische Bildung hatte einen hohen Stellenwert. Es gab und gibt einen altsprachlichen Zweig mit Latein, Französisch und Griechisch und bis 1964 Hebräisch sowie einen alt-neusprachlichen Zweig mit Latein, Französisch und Englisch als Fremdsprachen. Französisch als zweite Fremdsprache war eine Besonderheit im humanistischen Gymnasium, die auf einem das Saarland betreffenden Staatsvertrag zwischen der Bundesrepublik Deutschland und Frankreich beruhte.

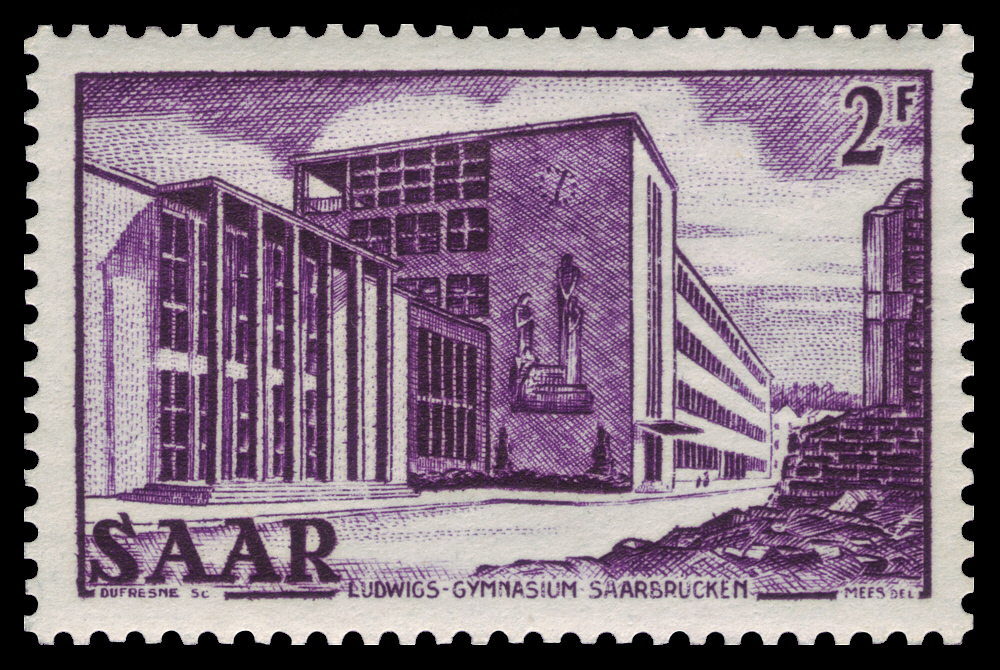
Ludwigsgymnasium auf Briefmarke (1952)

Anfang der 1970er Jahre stellte die Schule im Rahmen des Reformversuchs Oberstufe Saar die höchsten Schülerjahrgänge von einem Klassen- auf ein Kurssystem um. In jenen Jahren nahm das traditionell reine Jungengymnasium auch erstmals Mädchen auf.

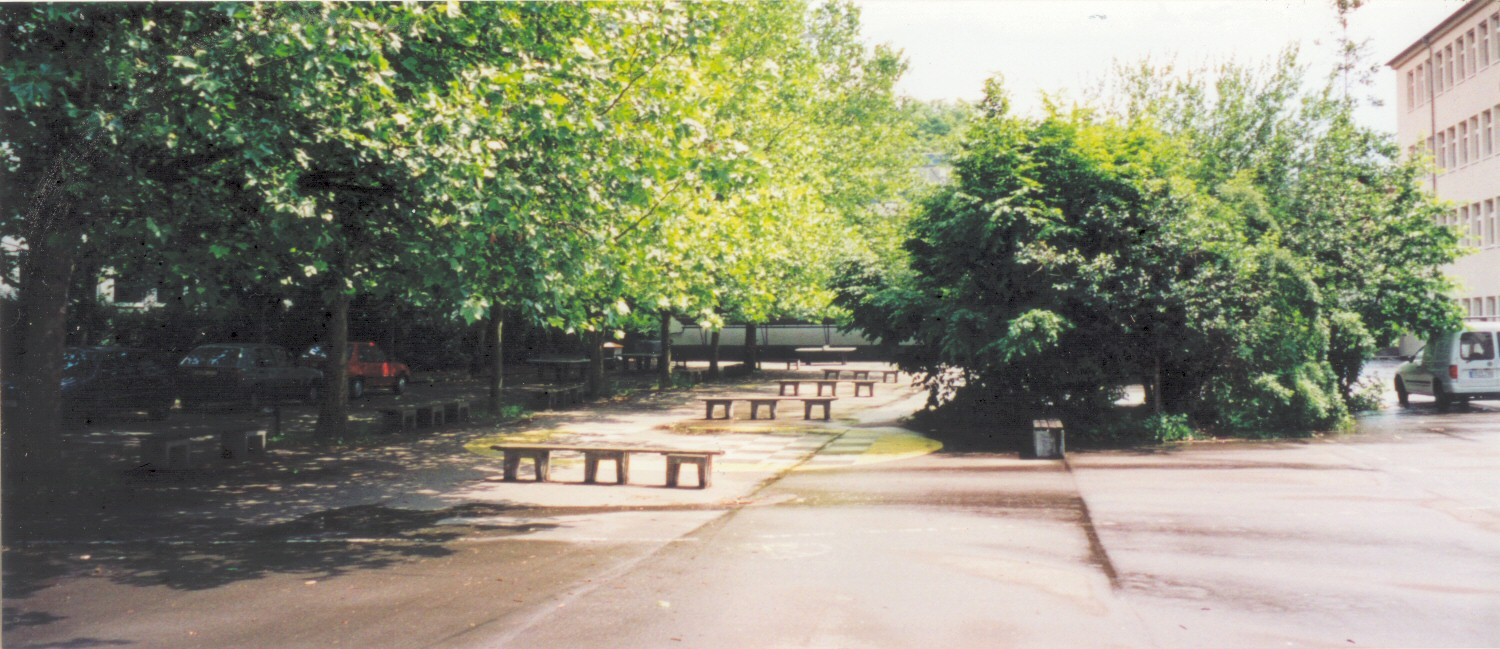
Schulhof

Nach zurückgehenden Neuanmeldungen (im Schuljahr 1990/91 umfasste die Sexta nur 50 Schüler) und Schließungsgerüchten wurde im Schuljahr 1991/92 ein rein neusprachlicher Zweig mit der Sprachfolge Französisch–Englisch–Spanisch eingefügt.
Im Schuljahr 2017/18 lernen am Ludwigsgymnasium Saarbrücken 850 Mädchen und Jungen in insgesamt 38 Klassen und Kursen, wobei inzwischen die Zahl der Mädchen überwiegt. Die Schule beschäftigt 71 Lehrer.

## Schulgebäude
- Karte mit allen Koordinaten:
- OSM |
- WikiMap

In seiner Geschichte blieb das Gymnasium nie längere Zeit am selben Platz. Oft beengt von weltlicher und geistlicher Interessenwahrnehmung, fast immer unter Sparzwängen, getrieben von politischen und gesellschaftlichen Umwälzungen seiner Zeit, begleitet von nahezu immerwährender Raumnot und den zerstörerischen Einwirkungen ständiger Konflikte, bezog die Schule wechselnde Gebäude auf dem Gebiet der Saarstädte Saarbrücken und Sankt Johann.

### Vor der Gründung

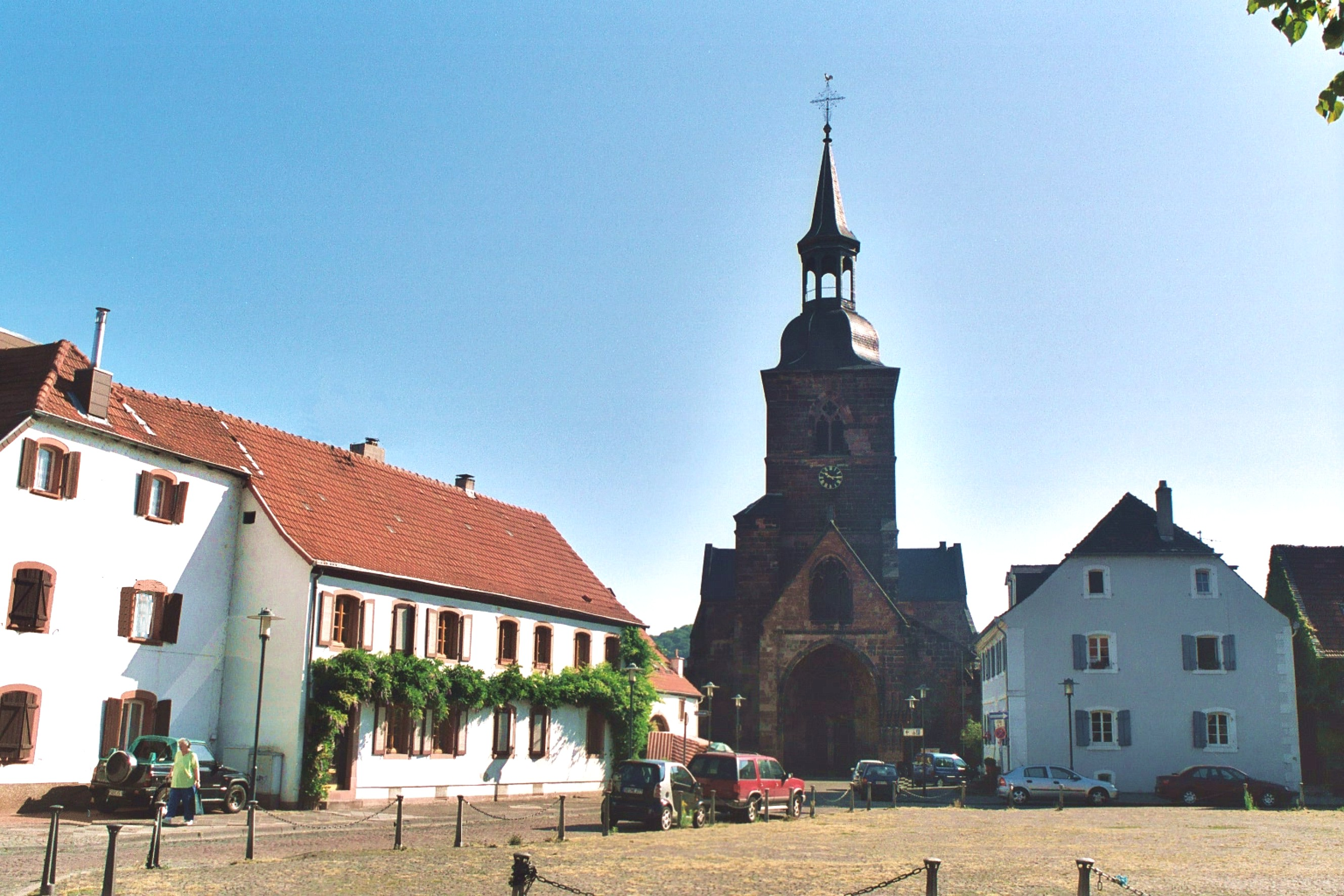
Am Sankt Arnualer Markt, seit 1897 Stadtteil der Landeshauptstadt Saarbrücken

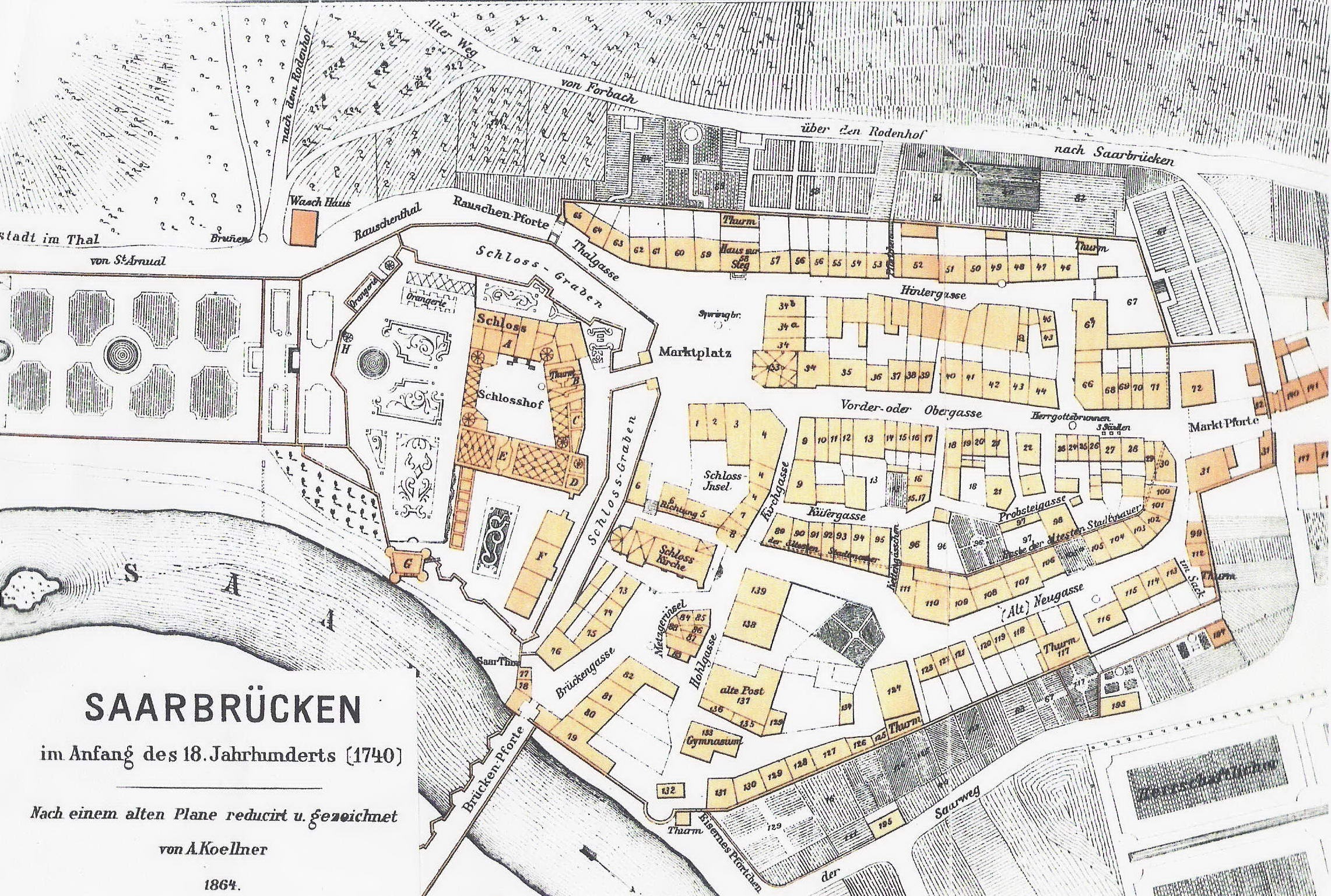
Stadtplan von Alt-Saarbrücken um 1740 nach Adolph Köllner, zu Füßen der Schlosskirche am östlichen Ende der Altneugasse mit Nummer „133“ das so bezeichnete „Gymnasium“

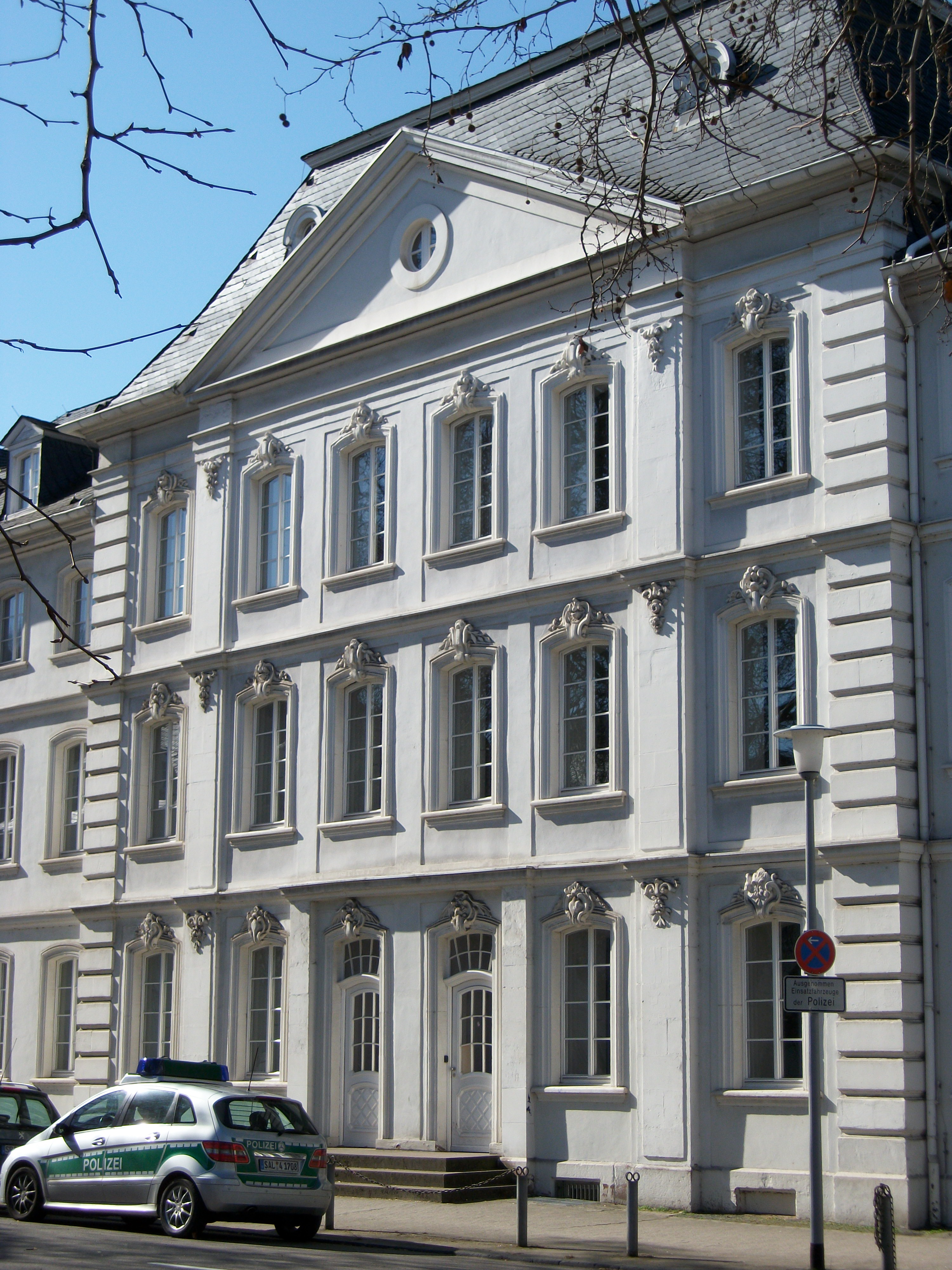
Mit Unterbrechungen war das Comeniushaus in der Keplerstraße bereits zweimal fester Standort – dazwischen ebenfalls ständiges Ausweichquartier des Gymnasiums

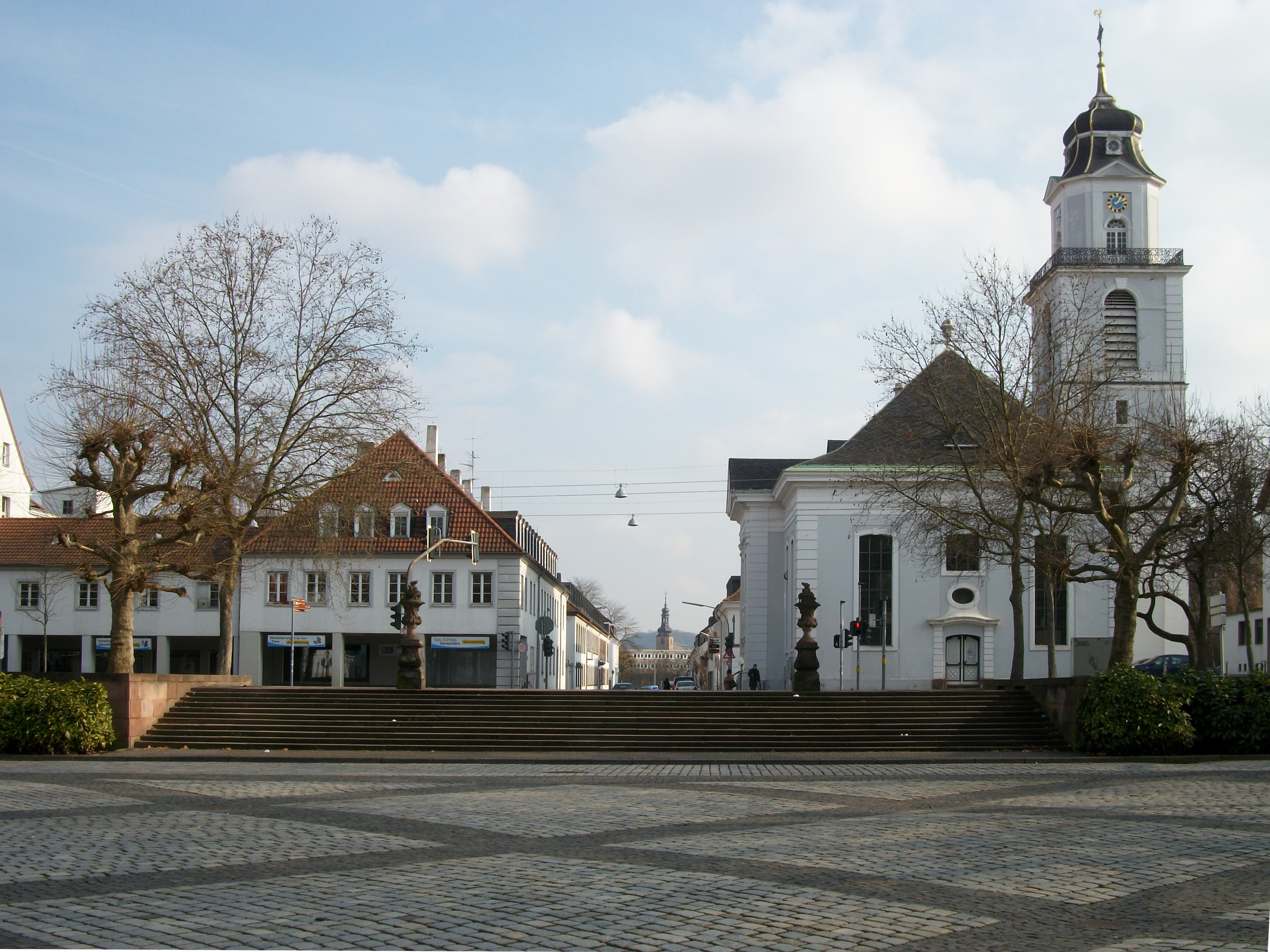
Im Obergeschoss der Friedenskirche in der Wilhelm-Heinrich-Straße wurden 80–170 Schüler unterrichtet. Die „Übergangslösung“ hatte immerhin 72 Jahre lang Bestand

Die Anfangsjahre der damals noch katholischen Stiftsschule Sankt Arnuals fanden vermutlich in Gebäuden um die Stiftskirche herum statt. Nach Quellenlage kann der Schulbetrieb ab 1472 belegt werden, sie kann aber schon viel früher eingerichtet worden sein.: S. 19 Mit Errichtung der gotischen Schlosskirche um das Jahre 1475 bezog auch die Schule am Fuße des Schlossfelsens (heute unbestimmbare) Räumlichkeiten. In den 1550er- und den frühen 1560er-Jahren kam der Überlieferung nach der Lehrbetrieb an diesem Ort gänzlich zum Erliegen – mangels interessierter Schüler.

### Ostpforte Altneugasse (1576–1750)
Erst 1569 wurde in einem Vertrag der beiden Saarstädte ein Neubau der Schule und damit die Wiederbelebung ihres Betriebs beschlossen. Ein Gebäude lässt sich nun erstmals klar verorten, es befand sich an einem kleinen dreieckigen Platz am Ende der Altneugasse, an welchem nach dem Schmalkaldischen Krieg und dem Fürstenaufstand zur Regierungszeit des Grafen Johann zunächst ein Altersheim erbaut wurde, das nun dem Neubau weichen sollte.: S. 22 Erst sein Nachfolger Philipp legte 1575 mit Errichtung des so genannten Sommerhauses die Grundlage des späteren Saarbrücker Schlosses und bestimmte der Bildungsanstalt nach Einführung der Reformation ihren neuen Zweck als Lateinschule, wobei ein Teil der Aufwendungen aus dem 1569 eingezogenen Vermögen des Chorherrenstifts St. Arnual bestritten wurde. Die Schulaufsicht wechselte zur Pfarrei Alt-Saarbrücken. Da das Bauvorhaben sich sehr in die Länge zog, wurde der Neubau erst 1576 seiner Zweckbestimmung übergeben, die Schule hatte somit erstmals eine feste Bleibe – immerhin für knapp 175 Jahre.
Durch den Regierungsantritt des Grafen Ludwig im Jahre 1602 vergrößerte sich die materielle Ausstattung der Lateinschule, aber damit auch der Einfluss weltlicher Macht. Als offizielles Gründungsdatum des Gymnasiums gilt das Jahr 1604. Ein Festakt wurde zum 1. August in der Schlosskirche zelebriert, Schulleiter Stumpf übertrug feierlich die Amtsgeschäfte an Rektor Ursinus. Auf der Grundlage regelmäßiger Einkünfte des 1544 aufgehobenen Klosters Herbitzheim wurden in der Folgezeit neue Lehrkräfte angestellt und der Horizont um humanistische Bildungsideale erweitert.: S. 23
Im Dreißigjährigen Krieg wurde Saarbrücken nahezu vollständig zerstört und bis auf sieben verbleibende Häuser niedergebrannt. Die weltliche und geistliche Elite, die Grafen nebst Beamtenschaft flüchteten 1635 nach Metz, nachfolgend wütete die Pest und machte auch vor dem Lehrkörper der Lateinschule nicht halt. Rektor Philipp Schröter und drei weitere Lehrkräfte fielen ihr zum Opfer, übrig blieb alleine der Magister Johann Philippi. Er unterrichtete, ohne Besoldung, neben seinen Pfarrerspflichten in Sankt Arnual, Fechingen und Wilhelmsbrunn die wenigen verbliebenen Schüler.: S. 27 Die Stadtbevölkerung Saarbrückens war auf 70 Personen geschrumpft. Die unruhigen Zeiten endeten keineswegs im Westfälischen Frieden, da Spanien und das Herzogtum Lothringen davon ausgenommen waren und sich erst Jahrzehnte später mit Frankreich einigten. 1677 steckten die Franzosen Saarbrücken im Französisch-Niederländischen Krieg abermals in Brand, Stadt und Schule erholten sich von den Folgen nur langsam, bis weit ins 18. Jahrhundert hinein.

### Wilhelm-Heinrich-Straße zum Ludwigsplatz (1750–1820)
Unter Fürst Wilhelm Heinrich erlebte die Schule eine neue Blütezeit. Das zwischen den zurückliegenden Kriegen und Verwüstungen immer wieder notdürftig zurechtgeflickte alte Gebäude aus den 1560er Jahren jedoch war schon lange baufällig und nicht mehr zu gebrauchen – oftmals unterrichteten die Lehrer ihre nicht eben zahlreichen Schüler einfach bei sich zu Hause. Am damaligen Stadtrand, in der Flucht der heutigen Wilhelm-Heinrich-Straße, entstand der Neubau des Saarbrücker Gymnasiums für zunächst 80 bis 100 Schüler. Der Grundstein wurde am 10. Mai 1749 gelegt, Fertigstellung und Aufnahme des Schulbetriebs erfolgten zum 1. Oktober 1750. Das Gebäude entsprach in Grundriss und Größe dem heute erhaltenen Comeniushaus in der Keplerstraße, war jedoch nur in zwei Etagen mit Dachgeschoss ausgeführt und wollte daher zu den ausnahmslos höher angelegten Häusern der übrigen Bebauung am Ludwigsplatz nie so recht passen. Zudem stand es genau mittig, etwa im Bereich der Freitreppe, dem Zugang zum Ludwigsplatz von der heutigen Eisenbahnstraße aus. Damit lag es ebenfalls in der Sichtachse der Wilhelm-Heinrich-Straße und versperrte den direkten Durchgang zum neuen Komplex der Schlossplatzbebauung. Schon 1763 wurden Forderungen laut, das Gebäude abzutragen und so die gewünschte Verbindung zwischen Schloss und der gerade neu entstehenden Ludwigskirche doch noch zu erhalten. Alle grundsätzlichen Einsprüche dagegen verhallten ungehört, am Ende wurde immerhin darüber verhandelt, nur einen Teil des Gebäudes aufzugeben. Ein Schulgebäude diente – zu damaliger Zeit üblich – ebenfalls dem Lehrpersonal als Wohnstätte. Am 29. Januar 1768 verfügte der Fürst, den Mitteltrakt ersatzlos zu beseitigen – ein halbes Jahr später starb er.: S. 35 Die Bautätigkeit seines Sohnes, des Fürsten Ludwig, war strengen Sparzwängen unterworfen. Überdies war die Verwaltung (damals schon) der Ansicht, dass ein Schulbetrieb überhaupt möglichst wenig zu kosten habe. So musste sich die Schule lange Zeit mit den beiden übrig gebliebenen Seitenflügeln begnügen. Später wurde der Unterricht zum Teil in einem dem Stift gehörenden Haus am Ludwigsplatz gehalten. Darüber hinaus mussten die ohnehin beengten Schulräume bald als Lagerstätte für gerettete Akten aus dem Saarbrücker Schloss herhalten, als dieses von der französischen Revolutionsarmee besetzt und geplündert wurde und schließlich 1793 in Brand geriet.: S. 36 Zum großen Ärger war mit dem bedauernswerten Abriss an der Schule die Aula untergegangen, so dass bereits jetzt für alle Versammlungen und Feierlichkeiten das Comeniushaus beansprucht werden musste, zu fürstlicher Zeit ein Waisen-, Zucht- und Arbeitshaus, in welches mit den Koalitionskriegen zu Beginn der Franzosenzeit um die Jahrhundertwende auch noch ein französisches Militärlazarett einzog.

### Friedenskirche (1820–1892)
Die Akten aus fürstlichen Zeiten waren nach und nach ins Départementsarchiv nach Trier gewandert, die Schule gewann wieder mehr Raum. Nach dem Fall Napoleons wurde Saarbrücken 1815 im Zweiten Pariser Frieden der Preußischen Rheinprovinz angegliedert. Jedoch empfand der preußische Schulkommissar bei seiner ersten Visitation die Raumsituation als dermaßen bedrückend, dass schnell eine Übergangslösung her musste. Man suchte und fand sie direkt vis-à-vis in der (reformierten) Friedenskirche. Dank der Saarbrücker Union, welche die lutherischen und reformierten Gemeinden im Jahr 1817 zu einer Kirche vereinigte, war das Gotteshaus kurzfristig frei geworden. Es stand zudem in unmittelbarer Nachbarschaft der auch während der Revolutionswirren von den Saarbrücker Bürgern achtsam gehüteten und vormals rein lutherischen Ludwigskirche, mit genügend Platz für beide Gemeindeteile. Aus der Kirche wurde kurzerhand eine Schule, Kosten des Umbaus stemmten beide Städte gemeinsam, nach den Aufzeichnungen trug das ehemalige Stift nur noch einen dreizehnten Teil der Baukosten bei. Am Ende standen dem Gymnasium sechs Klassenräume im Obergeschoss, Archiv und Bibliothek im Dachgeschoss, sowie eine Wohnung für den Pedell im Turm zur Verfügung. Ein Lehrerzimmer gab es nicht. Vier weitere Klassenräume im Erdgeschoss waren für die städtische Volksschule bestimmt. Als „Schulhof“ diente der Ludwigsplatz. Für Versammlungen hielt der Große Saal des benachbarten Friedensgerichts her, an der Stelle des heutigen Kreisständehauses am Schlossplatz. Außerdem durfte man gelegentlich die Ludwigskirche beanspruchen. Trotzdem stufte eine neuerliche Visitation im Jahre 1825 die Situation immer noch als „Übelstand“ ein, und sie dauerte länger an als befürchtet. Schrittweise „eroberte“ sich die Schulleitung zwei Räume der Volksschule, beanspruchte zwei weitere Räume in einer extern gelegenen Sankt Johanner Schule und errichtete eine eigene Schulbaracke bei der Friedenskirche. So schleppte sich der Schulbetrieb mehr schlecht als recht durchs 19. Jahrhundert. Am 6. August 1870, dem Tag der Schlacht bei Spichern zu Beginn des Deutsch-Französischen Kriegs wurde der Unterricht auf unbestimmte Zeit ausgesetzt. Nachfolgend diente die Schule den alliierten Kriegsparteien des Norddeutschen Bundes gegen Frankreich als Feldlazarett. Mit dem Ende dieser kriegerischen Zeiten erholten sich auch wieder langsam die Schülerzahlen und die Platzfrage stellte sich erneut, diesmal umso dringender.

### Hohenzollernstraße (1892–1936)

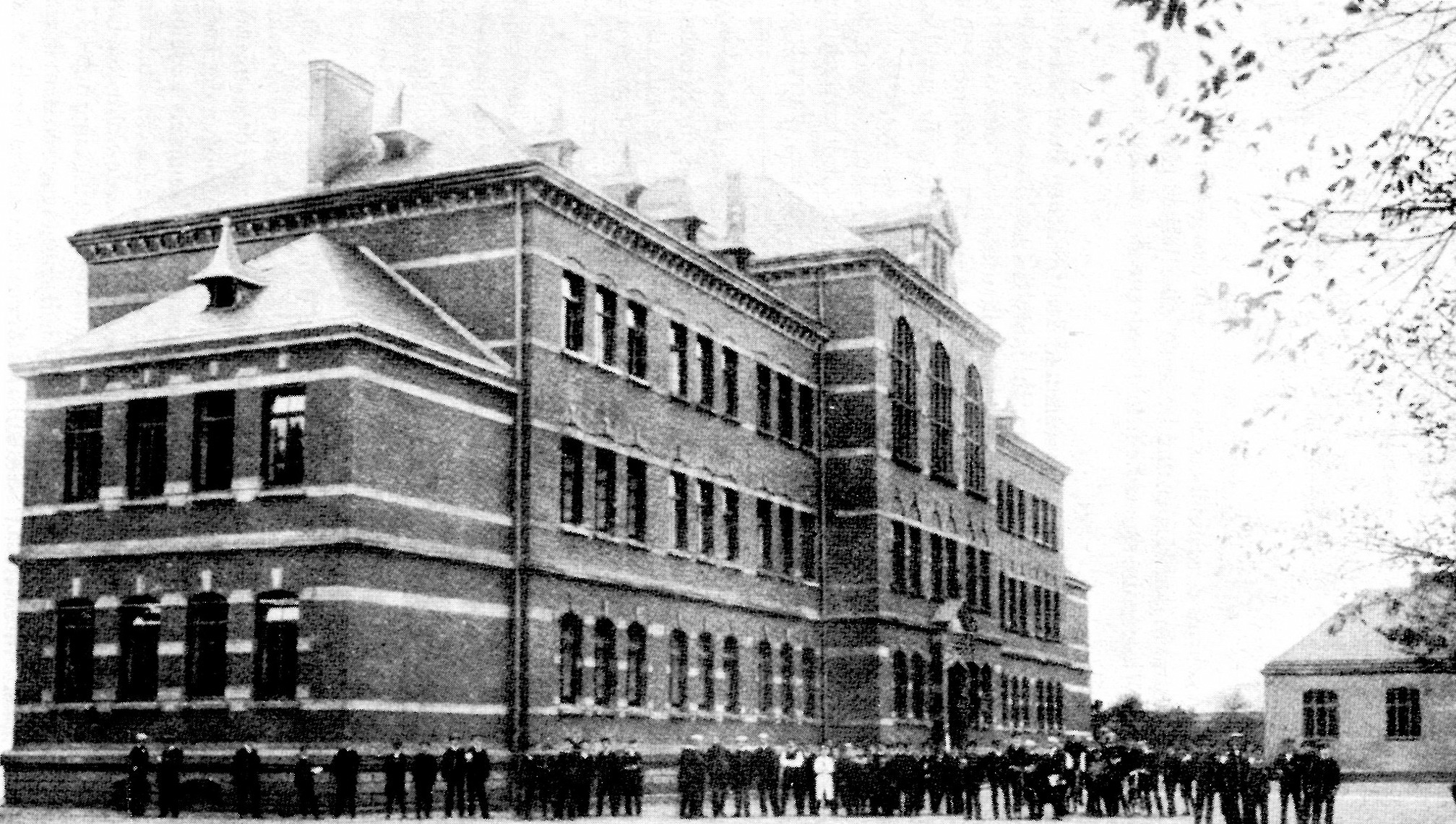
Den 1892 errichteten Neubau in der Hohenzollernstraße musste das Gymnasium nach 44 Jahren zugunsten einer „Hochschule für Lehrerbildung“ aufgeben

Im preußischen Haushalt gab es erstmals 1888 eine Mittelzusage für einen Schulneubau auf Staatskosten, ganz ohne Beteiligung des Stifts. Das Bauprojekt begann im Herbst 1889 in der Hohenzollernstraße an der Ecke zur Roonstraße, etwa an der Stelle, an welcher heute die Marienschule steht. Die feierliche Einweihung folgte am 15. Januar 1892. 15 Klassenräume standen für 490 Schüler des (damals noch einzigen) „Saarbrücker Gymnasiums“ bereit, dazu eine Vorschulklasse mit 40 Schülern, eine Reserveklasse mit 60 Schülern, nebst Aula und Gemeinschaftsräumen. Auf dem großzügig bemessenen Grundstück konnten bereits 1905 zwei weitere Seitenflügel angebaut werden, die über 600 gestiegene Schülerzahl machte dies erforderlich.: S. 37 Zum ersten Mal in seiner Geschichte verfügte das Gymnasium über ein Quartier, das gänzlich auf seine Bedürfnisse zugeschnitten schien, nicht ein Notbehelf war, nicht mit anderen zu teilen war. Das Stift stellte mit seinem Haus am Ludwigsplatz Nr. 16 (durch Kriegsfolgen am 5. Oktober 1944 zerstört, heute Standort der Staatskanzlei) eine Direktorenresidenz nebst Wohnraum für zwei weitere Lehrkräfte bereit. Es folgten ein Weltkrieg und der Zeitabschnitt, in welchem das Saargebiet unter der Protektoratsverwaltung Frankreichs stand. Der Schulbetrieb an der höheren Lehranstalt, die seit dem 14. März 1905 – mit kaiserlicher Billigung – erstmals den Namen „Ludwigs-Gymnasium“ führte, verlief unter den wechselnden politischen und gesellschaftlichen Vorzeichen dieser Zeit jedoch weitestgehend stabil.: S. 41 Dem bisher gepflegten Mitspracherecht des Sankt Arnualer Gründerstiftes zu schulischen Angelegenheiten jedoch wurde im Mandatsgebiet von staatlicher Seite am 10. Januar 1920 eine endgültige Absage erteilt.

### Comeniushaus in der Keplerstraße (1936–1944)

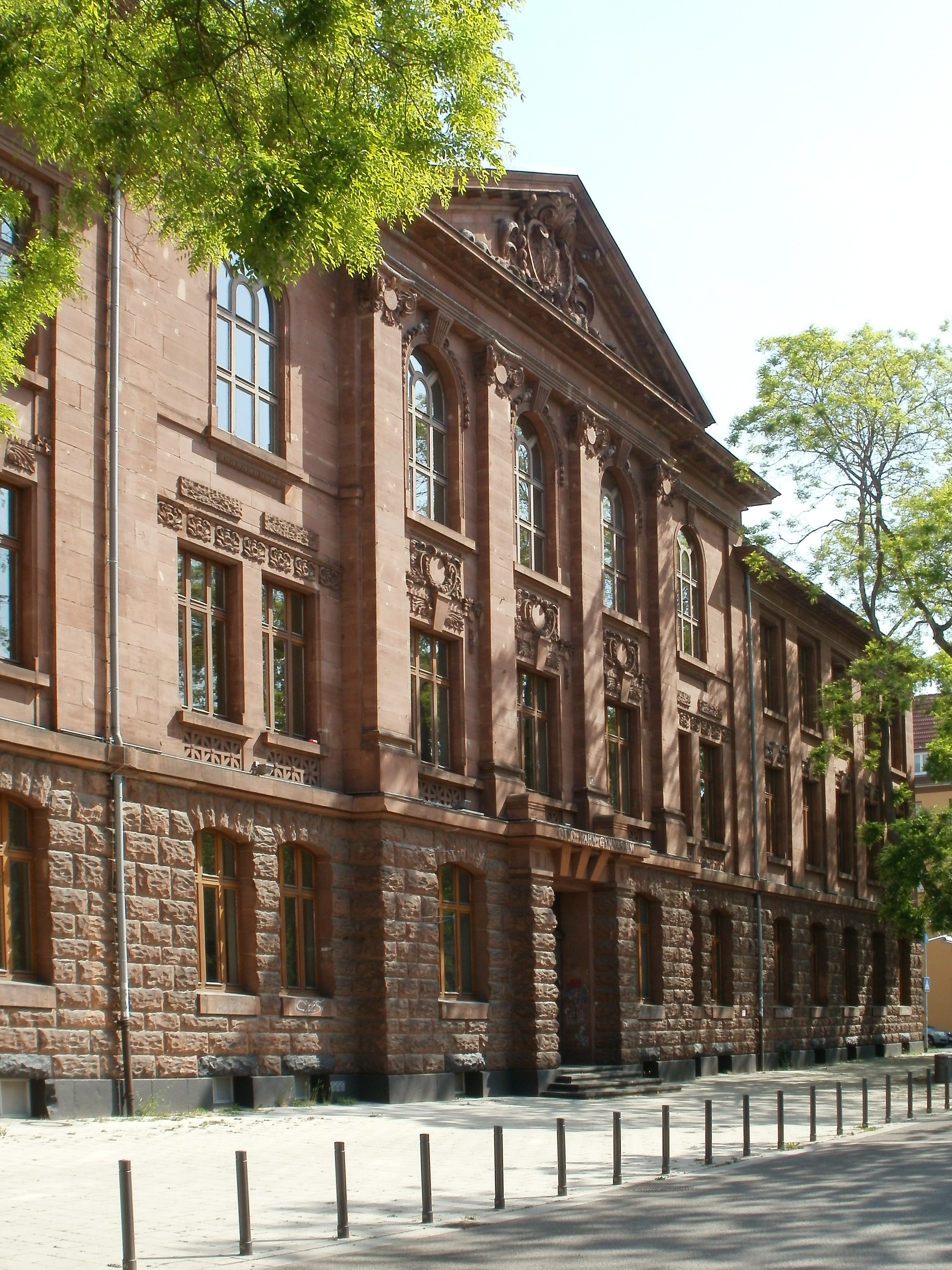
Nur für fünf Jahre nach dem Krieg: Zusammenlegung von Ludwigsgymnasium und Oberrealschule am Landwehrplatz

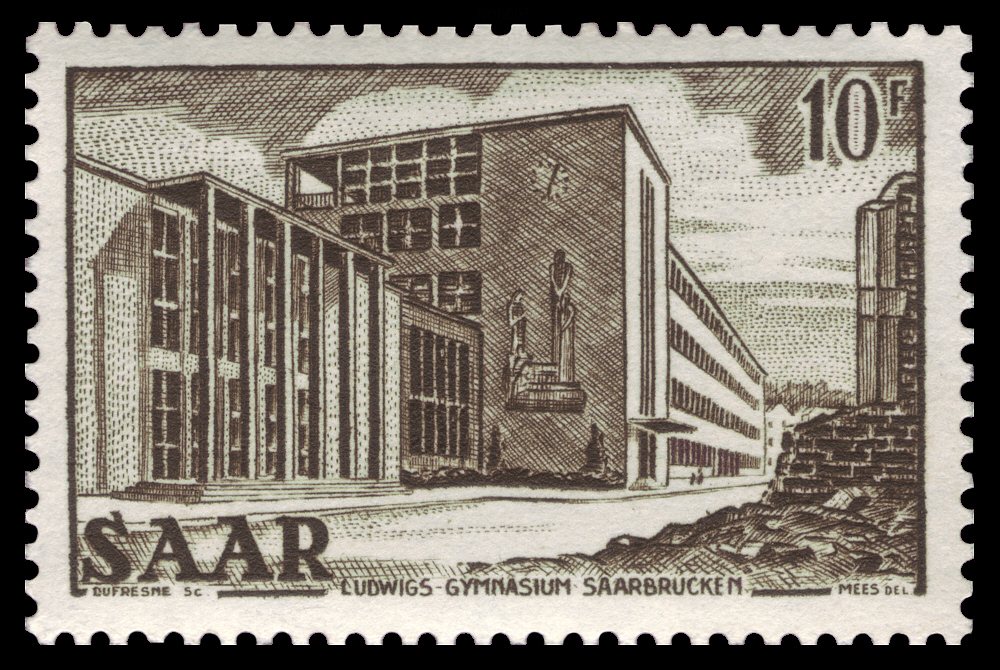
Neu errichtetes Schulgebäude 1950 in der Roonstraße

Nach der ersten Saarabstimmung am 13. Januar 1935 kam das Saargebiet zum nationalsozialistischen Deutschen Reich. Die neue Regierung richtete in Saarbrücken eine „Hochschule für Lehrerbildung“ ein, das Gymnasium musste nach 44 Jahren seinen Platz dafür räumen. Es zog mit sofortiger Wirkung in die Keplerstraße 5, ins Comeniushaus, welches der Schule schon in den Jahrhunderten zuvor immer mal wieder ein Ausweichquartier bot. Es diente zuletzt den in Saarbrücken stationierten Dragonern als Kaserne, kam dann in den Besitz der Kommune und wurde Ende der 1920er Jahre dem Staatlichen Konservatoramt zur Verfügung gestellt, welches hier das erste Museum für Vor- und Frühgeschichte eröffnete. Mittelknappheit der 1930er Jahre zwang die Betreiber zur baldigen Aufgabe. Nun nahm das Ludwigsgymnasium die Räume für sich in Beschlag, die sich abermals als vollkommen unzureichend erwiesen. Einige Klassen wurden in der benachbarten Kronprinzenschule unterrichtet. Leibesertüchtigung konnte überhaupt nur mit Hilfe des Altsaarbrücker Turn- und Sportverein von 1848 e. V. erteilt werden, der das Gymnasium als Untermieter in seinen beiden Sporthallen akzeptierte.: S. 61 Unterbrechungen des Schulbetriebs ergaben sich mit den Evakuierungen der Roten Zone bei Kriegsbeginn im September 1939, im Herbst 1940 lebte der Schulbetrieb wieder auf, bis Ende 1942 fand der Unterricht regelmäßig statt. Spätestens im Sommer 1944 war kein geregelter Unterricht mehr möglich. Die jüngsten Schüler waren über die Kinderlandverschickung aus dem Stadtgebiet evakuiert. Ältere Schüler der Jahrgänge 1926 und 1927 waren vor Ort als Flakhelfer dienstverpflichtet. Wenn man so sagen möchte, wechselte die Schule ihren Standort in die Flakstellung am Saarbrücker Kieselhumes, wo die meisten stationiert waren. Sie wurden dort von ihren Lehrern in den nötigsten Fächern weiter unterrichtet, gefordert waren 20 Wochenstunden, die aufgrund der Einsatzplanung nur selten erfüllt wurden. Am 11. August 1944 erlitt die Stellung zwei Volltreffer, zwei Schüler starben. Luftangriffe auf Saarbrücken in der Nacht vom 5. auf den 6. Oktober 1944 zerstörten das Comeniushaus, es brannte vollständig aus. In seiner Wohnung am Ludwigsplatz starben ebenfalls Direktor Becker und seine Familie. Die Schule war buchstäblich aus.: S. 64–65

### Am Landwehrplatz (1945–1950)
Die französische Militärregierung ordnete nach Kriegsende die Wiederaufnahme des Unterrichtes für den 1. Oktober 1945 an. Das Ludwigsgymnasium konstituierte sich neu und bezog zusammen mit der Staatlichen Oberschule für Jungen (dem heutigen Otto Hahn Gymnasium) Position auf der anderen Saarseite im Stadtteil St. Johann zwischen Nauwieser Viertel und Landwehrplatz. Das dort 1904 errichtete, neoklassische Schulgebäude hatte den Krieg erstaunlich gut überdauert. Beide Schulformen mussten sich den Raum teilen, was mit anfänglich insgesamt 600 Schülern (davon 325 Gymnasiasten) und 20 Lehrkräften keine leichte Aufgabe war. Bücher, Papier, Schreibgerät, Anschauungsmaterial und ebenfalls geheizte Unterrichtsräume waren noch für Jahre Mangelware.: S. 65

### Roonstraße (ab 1950)
Es war Zeit für den Neubau des renommierten Gymnasiums! Zwar nicht vom selben Architekten entworfen, ist die Gestaltung und Achsführung im Stil des Mouvement Moderne, der auch beim Prestigeprojekt „Französische Botschaft in Saarbrücken“ der teilautonomen Landesregierung im Folgejahr zum Tragen kam, sicher kein Zufall, sondern gerade hier in besonderem Maße dem Zeitgeist geschuldet. Diesmal kam der technische Leiter der „Abteilung Wiederaufbau“ des Saarlandes, Regierungsbaurat Friedrich Rheinstädter, zum Zuge, welcher sich seinerzeit auch gerne mit einem eigenen Entwurf im Projekt „Beamtenwohnhaus Habitat Stockenbruch“ eingebracht hätte. Den Grundstein für das neue Schulhaus legte die Regierung feierlich am 19. Dezember 1949 – nur einen Steinwurf weit entfernt vom ehemaligen Schulgebäude an der Hohenzollernstraße, das kriegsbedingt in Trümmern versunken lag. Auf dem Briefmarkenportrait mag man rechts die Reste der Ruine wiedererkennen. Der Zweckbau überzeugte mit einem ordentlichen Angebot an Klassenräumen, Funktionsräumen für Bildende Kunst, Musik und Naturwissenschaften, einer Mehrzweck-Aula und damit gleich zwei Sporthallen, und mit einem eigenen Sportplatz.: S. 132 Einweihung und Erstbezug folgten am 11. September 1950.: S. 69
Den wachsenden Schülerzahlen der geburtenstarken Jahrgänge jedoch vermochte auch dieses Gebäude nicht lange standzuhalten, sie stieg zeitweise auf über 1.000, die Zahl der Lehrer auf über 60. Die kurzfristig benötigten Räume wurden durch Neubau eines Pavillons auf dem benachbarten Gelände der evangelischen Kirchengemeinde Alt-Saarbrücken und im evangelischen Gustav-Adolf-Haus gefunden – ein Provisorium, das bis zum Ende der 1960er Jahre herhalten musste. Die Oberstufe musste ebenfalls bald wieder „ausgelagert“ werden und fand abermals Unterschlupf im (nach Kriegsende rekonstruierten und 1953 fertig gestellten) Comeniushaus. Der für den Lehrbetrieb aus den Erfahrungen der Vergangenheit nicht gerade ungewohnte Zustand pendelte sich erneut in den 1960er Jahren ein. Er setzte neben dem Lehrpersonal ebenfalls die Schüler dauerhaft in Bewegung, denn zur Nutzung der Sportstätten und Funktionsräume wechselten die Klassen – später Kurse – im Fußmarsch zwischen Comeniushaus und Hauptgebäude. Erst seit 1985 finden die Schüler in allen Kursen und Klassen wieder vollständig Platz im Hauptgebäude.

## Profilierung
Das Ludwigsgymnasium hat sein Hauptprofil als altsprachlich-humanistisches Gymnasium, Latein wird als 1. Fremdsprache ab Klasse 5 angeboten, Griechisch als 4. Fremdsprache bei ausreichender Nachfrage in Klasse 10. Es existiert auch ein neusprachlicher Europa-Zweig mit der Sprachenfolge Französisch-Englisch-Spanisch/Italienisch.

## Arbeitsgemeinschaften (AGs)
Die Schule bietet zahlreiche Arbeitsgemeinschaften an.

### Technik & Forschung
- Lego Mindstorms
- Jugend forscht

### Mathematik, Lernunterstützung & Erste Hilfe
- Mathe-Labor
- Mathenacht (einmal jährlich im Herbst)
- Tandem (schulinternes Förderprojekt)
- Schul-Sanitäts-Dienst (SSD)

### Tanz, Bewegung & Sport
- Salsa para principiantes
- Fußball
- Theater
- Lateinisches Schultheater

### Bücher & Bibliothek
- Schülerbibliothek
- Bibliotheks- und Bücher-Club

### Sprachen
- Deutsch (Deutsch als Fremdsprache)
- Diplôme d’études en langue française Niveau A2 (Sprachzertifikat Französisch)
- Cambridge Preparations (Sprachzertifikat Englisch)
- Hablamos español (Konversationskurs Spanisch)
- Latein-Werkstatt
- (Alt-)Griechisch
- Französisch Kochen

### Musikalischer Bereich
- Orchester
- Schüler-Eltern-Lehrer-Chor
- Jazz
- Unterstufenchor
- Rock/Pop
- Junior Band
- Musik-Technik

## Direktoren
| - 1604–1609 Wilhelm Ursinus - 1609–1613 Tobias Herold - 1613–1635 Philipp Schröter - 1635–1654 Johann Philippi - 1654–1658 Philipp Jakob Reichardi - 1658–1665 Christoph Petschke - 1665–1676 Konrad Bayer - 1682–1684 Johann Stein - 1684–1685 Johann Kaspar Epplin - 1685–1698 Johann Friedrich Reuß - 1698–1702 Johann Philipp Weidemann - 1702–1708 Johann Bernhard Pfeiffer - 1708–1710 Johann Georg Schlosser | - 1710–1739 Johann Friedrich Dern - 1739–1759 Johann Ehrhardt Rupp - 1759–1767 Friedrich Jakob Belzer - 1767–1808 Johann Nikolaus Kiefer - 1808–1834 Karl Ludwig Zimmermann - 1834–1853 Georg Heinrich Ottemann - 1854–1864 Karl Peter - 1864–1883 Wilhelm A. Hollenberg - 1883–1894 Karl Breuker - 1895–1897 Ernst Fischer - 1897–1900 Julius Nelson - 1900–1919 Heinrich Neuber - 1920–1936 Max Schmitt-Hartlieb | - 1936–1940 Emil Issel - 1940–1944 Karl Becker - 1945–1947 Anton Kahr - 1947–1959 Georg Plettung - 1959–1963 Wilhelm Saar - 1963–1969 Johannes Menard - 1969–1983 Helmut Rixecker - 1983–1990 Werner Johann Schild - 1990–2001 Manfred Eisenbeis - 2001–2002 Klaus Funck - 2002–2014 Heinz Paulus - 2014–2025 Christian Heib |

Die Liste entstammt der Schulchronik und erfährt regelmäßig in Festschriften Widerhall, beispielsweise (bis 1979) in jener zur 375-Jahr-Feier.

## Bekannte Lehrer
- Gustav Leopold Ilse (1821–1906), evangelischer Oberpfarrer, Ehrenbürger von Saarbrücken
- Albert Ruppersberg (1854–1930), Historiker und Heimatforscher
- Friedrich Herwig (1856–1920), Mitglied des Deutschen Reichstags
- Fritz Kloevekorn (1885–1964), Historiker
- Wolfram Huschens (1921–1989), Maler, Bildhauer und Kunsterzieher, Mitglied der neuen gruppe saar

## Bekannte Schüler
- Johann Friedrich Köllner (1764–1853), evangelischer Pfarrer, Lokalhistoriker, Bürgermeister von Alt-Saarbrücken, Abitur 1782
- Albert von Schultze (1781–1851), Leiter der bayerischen Forstverwaltung
- Julius Kiefer (1820–1899), Ornithologe, Bürgermeister und Ehrenbürger von Alt-Saarbrücken, Abitur 1836
- Gustav Bruch (1822–1899), Brauereibesitzer, Mitglied im Reichstag des Norddeutschen Bundes (1867–1869), Abitur 1840
- Carl Röchling (1827–1910), Industrieller, besuchte die Schule 1837–1844
- Adolf Ludwig Fauth (1836–1912), Pfarrer und Homöopath, Abitur 1857
- Franz Fauth (1841–1905), Theologe und Pädagoge, Abitur 1861
- Julius Becker (1853–nach 1905), verübte als Schüler 1871 einen Amoklauf
- Oscar Mügel (1858–1947), Jurist, preußischer Ministerialbeamter und Staatssekretär, Abitur 1876
- Hermann Röchling (1872–1955), Industrieller, Abitur 1891
- Max von Vopelius (1872–1932), Glasfabrikant, Abitur 1892
- Karl Lohmeyer (1878–1957), Kunsthistoriker, Abitur 1897
- Heinrich Strauß (1882–1968), Jurist und Politiker, Abitur 1901
- Otto Weil (1884–1929), Maler, Abitur 1901
- Richard Becker (1884–1969), Politiker, Landtagsabgeordneter (1955–1960), Abitur 1902 am Gymnasium Petrinum Brilon
- Fritz Schoenemann (1887–1964), Berghauptmann im Saarland
- Aloys Lehnert (1888–1976), Gymnasiallehrer und Landesgeschichtler, Abitur ca. 1908
- Gustaf Braun von Stumm (1890–1963), Jurist und Diplomat in der Zeit des Nationalsozialismus, Abitur 1910
- August Clüsserath (1899–1966), Maler, Abitur 1917
- Werner Straub (1901–1945), evangelischer Geistlicher, Abitur 1920
- Ludwig Alsdorf (1904–1978), Indologe, Abitur 1922
- Egon Reinert (1908–1959), Jurist und Politiker (CDU), Ministerpräsident des Saarlandes (1957–1959), Abitur 1927
- Gerhard Schröder (1910–1989), Bundesminister (CDU), Abitur 1929
- Franz Mai (1911–1999), Intendant des Saarländischen Rundfunks, Schüler am Ludwigsgymnasium bis 1927, Abitur 1932 in Trier
- Willi Graf (1918–1943), Widerstandskämpfer der Weißen Rose, Abitur 1937
- Karl Heinz Jacoby (1918–2005), Weihbischof von Trier, Abitur 1937
- Heinrich Bender (1925–2016), Dirigent, Notabitur 1943
- Dieter Heinz (1930–2017), Architekt, Abitur 1950
- Peter Brokmeier (1935–2023), Politikwissenschaftler, Abitur 1955
- Wolfgang Haubrichs (* 1942), germanistischer Mediävist und Namenforscher, Abitur 1961
- Rüdiger Weigang (1942–2022), Schauspieler, bis zur Obersekunda
- Harald Klyk (* 1945), Rundfunkmoderator und Sportfunktionär, Abitur 1965
- Heiner Franz (* 1946), Jazzgitarrist und Musikproduzent, Abitur 1966
- Klaus Jürgen Herrmann (1947–2016), Historiker und Stadtarchivar in Schwäbisch Gmünd, Abitur 1967
- Joachim Conrad (* 1961), Theologe, Abitur 1981
- Gero Gemballa (1961–2002), Journalist und Autor, besuchte die Schule bis 1976, Abitur 1982 am WWG Saarbrücken
- Klaus Michael Heinz (* 1961), Fernsehautor, Abitur 1980
- Claudia Kohde-Kilsch (* 1963), Tennisspielerin, verließ die Schule 1979
- Klaus Richter (* 1965), Rechtswissenschaftler, Abitur 1985
- Matthias Steinmetz (* 1966), Astrophysiker, Abitur 1985
- Ulrich Commerçon (* 1968), Landesminister für Bildung und Kultur Saarland (SPD), Abitur 1987
- Andrea Becker (* 1970), Staatssekretärin, Abitur 1989
- Michael Seewald (* 1987), Theologe, Abitur 2005
- Jonas Hector (* 1990), Fußballspieler, Abitur 2009

## Partnerschulen
Kooperationen im Kursangebot
- Gymnasium am Schloss
- Marienschule (Saarbrücken)